# Kowalik skalny

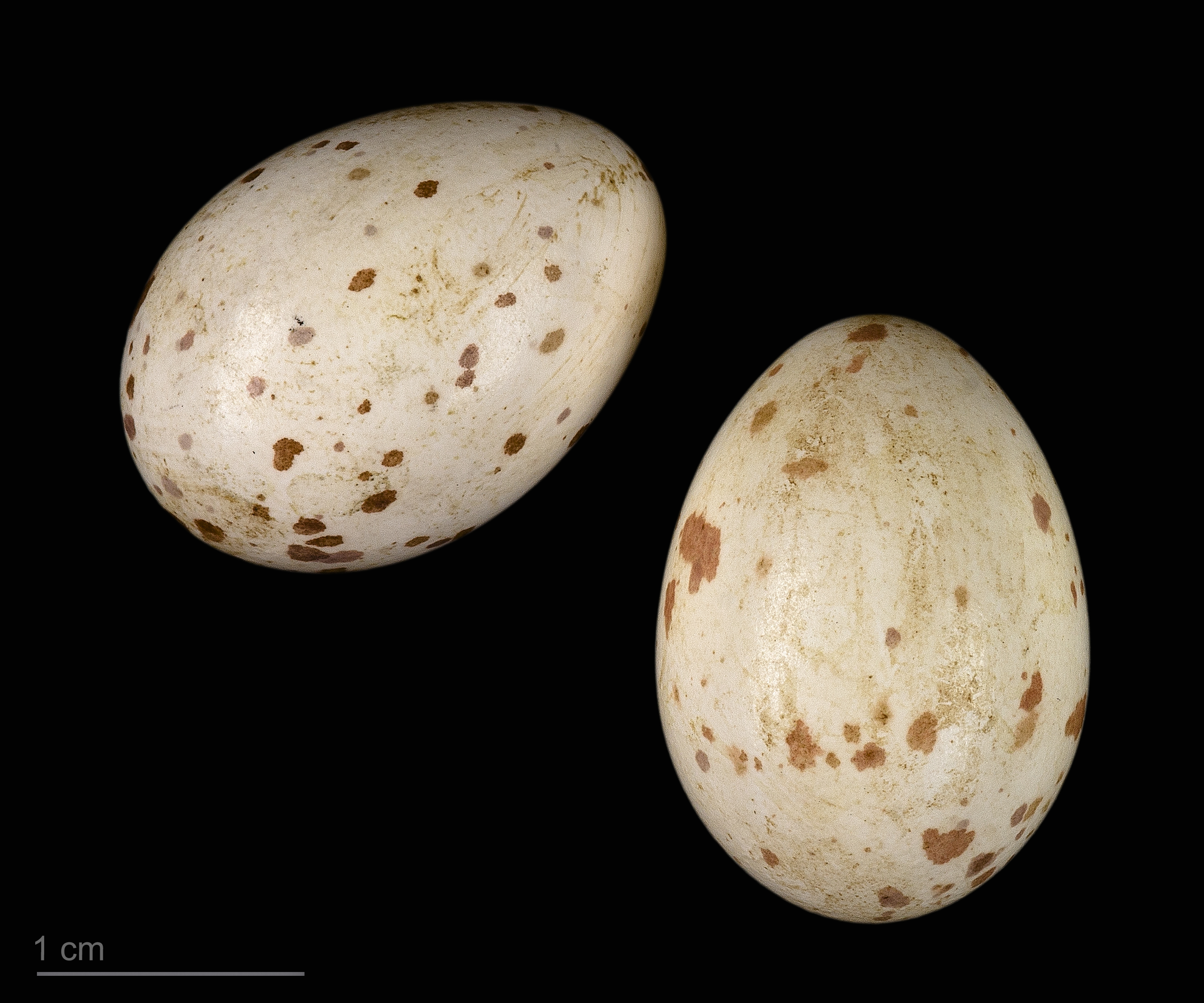
Sitta neumayer neumayer

Kowalik skalny (Sitta neumayer) – gatunek małego ptaka z rodziny kowalików (Sittidae). Występuje w południowej i południowo-wschodniej Europie oraz zachodniej Azji. Jest ruchliwy. Żyje na nasłonecznionych zboczach skalnych do kilometra n.p.m.

## Systematyka
Blisko spokrewniony z kowalikiem dużym (S. tephronota). Międzynarodowy Komitet Ornitologiczny (IOC) uznaje obecnie jedynie trzy podgatunki S. neumayer:
- S. neumayer neumayer Michahelles, 1830 – kowalik skalny[3] – południowo-wschodnia Europa i Turcja do Kaukazu, północny Iran, północny Irak, zachodnia Syria i północny Izrael.
- S. neumayer tschitscherini Zarudny, 1904 – kowalik ołowiany[3] – zachodni Iran.
- S. neumayer plumbea Koelz, 1950 – południowo-środkowy Iran.

Autorzy Handbook of the Birds of the World oprócz wyżej wymienionych wyróżniali jeszcze trzy podgatunki: S. n. syriaca Temminck, 1835, S. n. rupicola Blanford, 1873 oraz S. n. zarudnyi Buturlin, 1907, uznane przez IOC za synonimy podgatunku nominatywnego.

## Morfologia
Podobny do kowalika zwyczajnego, ale jaśniejszy.
Długość ciała 13–13,5 cm; masa ciała 24–37,6 g.

## Status
IUCN uznaje kowalika skalnego za gatunek najmniejszej troski (LC, Least Concern) nieprzerwanie od 1988 roku. Liczebność populacji szacuje się na 2,5–13 milionów dorosłych osobników. Trend liczebności populacji oceniany jest jako stabilny.